# Boberow (Karstädt)
Boberow ist ein Ortsteil der Gemeinde Karstädt im Landkreis Prignitz in Brandenburg.

## Geografie
Der Ort liegt neun Kilometer westlich von Karstädt und zehn Kilometer nordöstlich von Lenzen (Elbe). Die Nachbarorte sind Seetz und Gosedahl im Nordosten, Mankmuß und Birkholz im Südosten, Ferbitz und Nausdorf im Südwesten sowie Rambow und Mellen im Nordwesten.
Auf der Gemarkung Boberow befindet sich der Rambower See, ein Teil des Durchströmungsmoors Rambower Moor.

## Geschichte

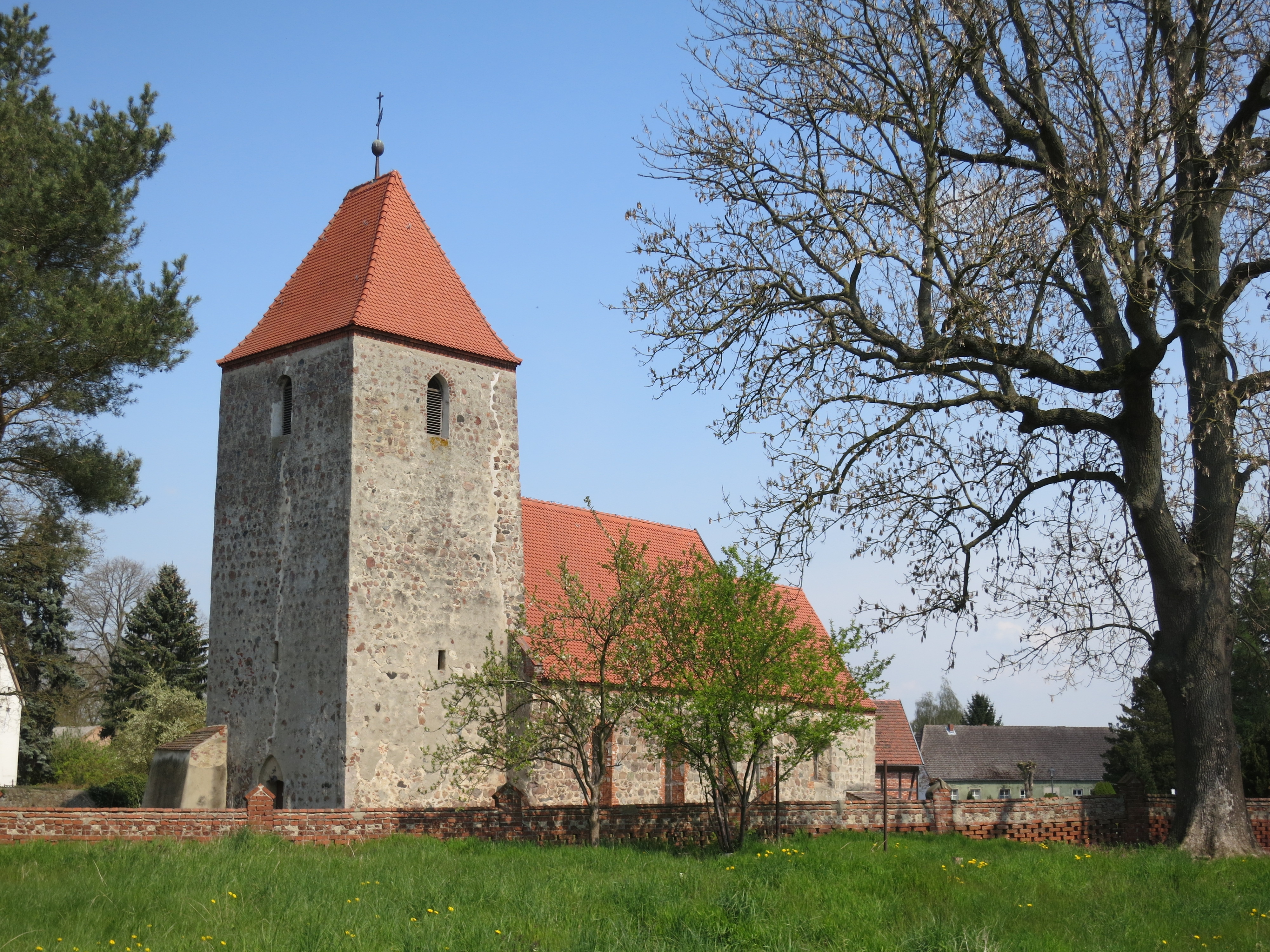
Die Dorfkirche stammt aus dem 15. Jahrhundert

Die erste schriftliche Erwähnung von Boberow stammt aus dem Jahr 1309. Darin wurde der Ort unter „uterque Boberowe“ verzeichnet.
Laut einer Eintragung im Band 2, Spalte 215 ff. der „Historischen Beschreibung der Chur und Mark Brandenburg“ von Beckmann aus dem Jahr 1753, wurde bei Boberow im 18. Jahrhundert ein „wendischer Kirchhof“ genannt. Vor 1816 gehörte der Ort zum Kreis Lenzen in der Provinz Prignitz; ein Teil der Kurmark der Mark Brandenburg und kam anschließend zum Kreis Westprignitz. Auf dem Urmeßtischblatt „1388 Rambow“ aus dem Jahr 1843 ist Boberow als ein Straßendorf mit einer Kirche verzeichnet. 1860 hatte die Gemarkung des Gemeindebezirkes eine Gesamtgröße von 4632 Morgen. Davon waren je 60 Morgen Gehöfte und Gartenland, 119 Morgen Weide, 218 Morgen Wiese, 1838 Morgen Wald und mit dem größten Anteil 2337 Morgen Acker. Im Jahr 1900 bestand der Gemeindebezirk aus dem Dorf mit einer Mühle und hatte eine Gemarkungsgröße von 1274 Hektar. Der Bezirk wurde 1931 zur Gemeinde Boberow und umfasste eine Fläche von 1354 Hektar. 1939 wurde die bis dahin selbstständige Gemeinde Gosedahl in Boberow eingegliedert.
Ab 1952 gehörte Boberow zum Kreis Perleberg im Bezirk Schwerin. 1964 wurde das benachbarte Gosedahl als Ortsteil verzeichnet. Im Jahr 1992 schloss sich die Gemeinde Boberow dem neu gebildeten Amt Karstädt an und wurde 1993 ein Teil des heutigen Landkreises Prignitz. 1995 wurde Gosedahl weiterhin als ein Ortsteil der Gemeinde aufgeführt.
Die zuvor selbstständige Gemeinde Boberow wurde zum 26. Oktober 2003 in Karstädt eingegliedert.
Einwohnerentwicklung
| Jahr          | 1734 | 1772 | 1791 | 1801 | 1817 | 1837 | 1858 | 1871 | 1895 | 1925 | 1939 | 1946 | 1964 | 1971 | 1981 | 1991 |
| Einwohnerzahl | 179  | 211  | 276  | 283  | 253  | 346  | 484  | 500  | 435  | 391  | 365  | 615  | 401  | 376  | 298  | 298  |

## Sehenswürdigkeiten

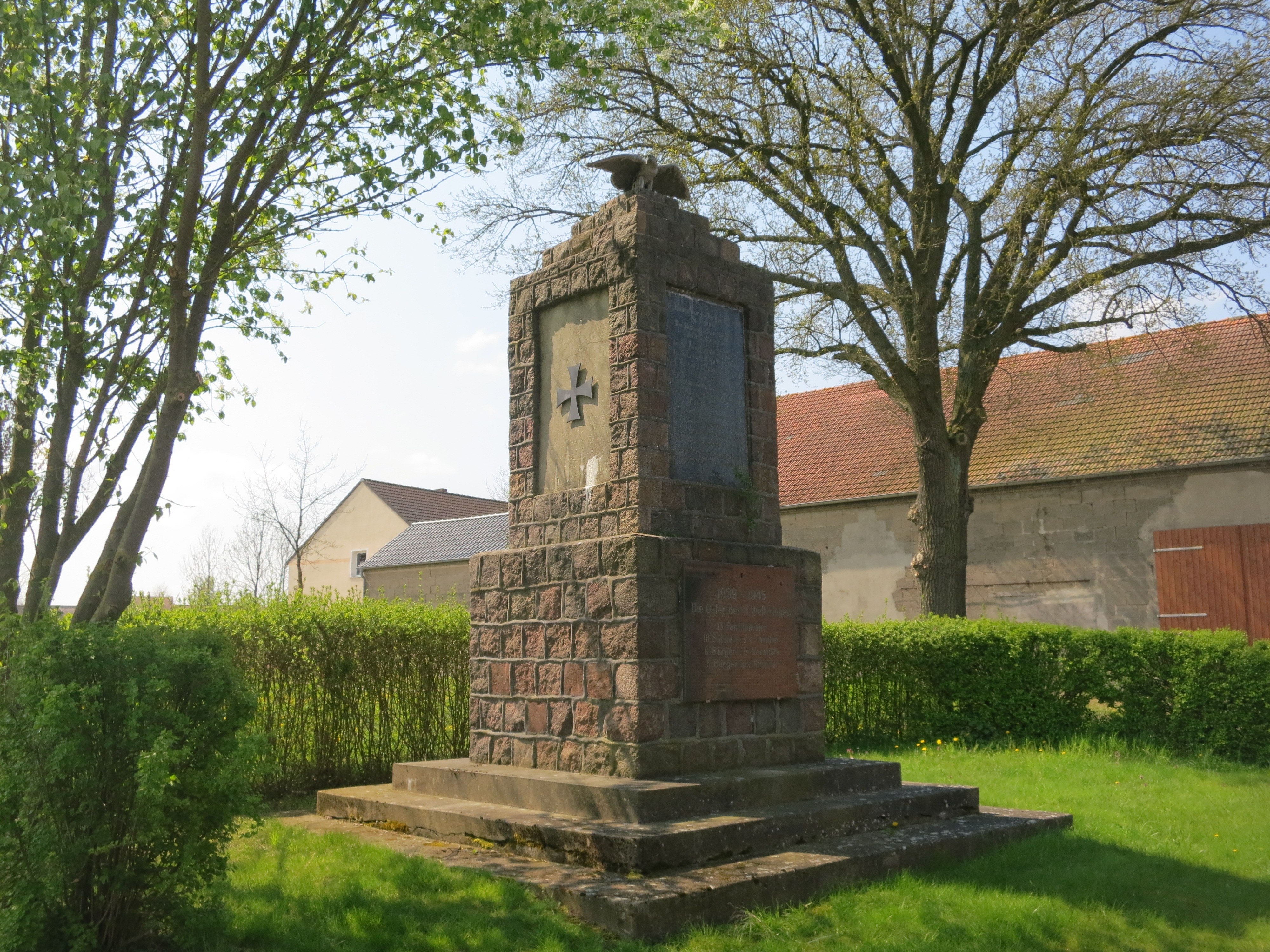
Denkmalgeschütztes Kriegerdenkmal

Die Liste der Baudenkmale in Karstädt enthält insgesamt drei Einträge zum Ort: die Dorfkirche, das Kriegerdenkmal und den Bauernhof Dorfstraße 33. Die zwischen dem 17. und 19. Jahrhundert zerstörten drei Großsteingräber bei Boberow sind nicht mehr zu finden. In der Liste der Bodendenkmale in Karstädt sind insgesamt 12 Bodendenkmale zur Gemarkung Boberow verzeichnet.

## Im Ort geboren
- Friedrich Gedike (1754–1803), deutscher Theologe und Pädagoge